# Potamogeton vaseyi
Potamogeton vaseyi là một loài thực vật có hoa trong họ Potamogetonaceae. Loài này được J.W.Robbins miêu tả khoa học đầu tiên năm 1867.